# Janette Lake, Minnesota
Xã Janette Lake (tiếng Anh: Janette Lake Township) là một xã thuộc quận St. Louis, tiểu bang Minnesota, Hoa Kỳ. Năm 2010, dân số của xã này là 295 người.